# Ben Hardy
Ben Hardy (Bournemouth, 2 januari 1991) is een Brits acteur die onder andere rollen heeft gespeeld in EastEnders (het personage Peter Beale van 2013 tot 2015). Hij begon zijn filmcarrière met zijn rol als Archangel in de superheldenfilm X-Men: Apocalypse en Bohemian Rhapsody waarin hij de drummer Roger Taylor speelde.
Hardy studeerde aan de Royal Central School of Speech and Drama.

## Vroegere leven
Hardy is geboren in Bournemouth, Dorset en ging naar de "Abby Primary School" en later naar de Gryphon School. Terwijl hij op Gryphon zat, speelde Hardy de rol van Sergeant Francis Troy in een schoolversie van "Far from the Madding Crowd". 